# Ибикуй
Ибикуй (исп. Ibicuy) — город и муниципалитет в департаменте Ислас-дель-Ибикуй провинции Энтре-Риос (Аргентина).

## История
В 1906 году для организации железнодорожного сообщения между провинциями Буэнос-Айрес и Энтре-Риос было решено устроить железнодорожный паром. В 1908 году сюда была подведена железнодорожная ветка и построен причал. В 1910 году возле причала был основан город Ибикуй. В 1951 году был образован муниципалитет.
В 1977 году в связи с открытием новых, более удобных маршрутов, железнодорожный паром в Ибикуе прекратил своё существование.